# 桑城观音堂
桑城观音堂是一座古建筑，建于清，位于山西省晋中市平遥县襄垣乡桑城村。
1982年10月10日，桑城观音堂公布为平遥县文物保护单位。